# نتريت الصوديوم (الاستخدام الطبي)
نتريت الصوديوم هو دَواء يُستخدم مَع ثيوسلفات الصوديوم لِعلاج تَسمم السيانيد وخاصة في حالات التسمم الشديدة.
 كذلك في حالات كل من تسمم السيانيد وتسمم أول أكسيد الكربون. ويتم إعطاءه عن طريق الحقن البطيء في الوريد.
الآثار الجانبية قَد تَشمل انخفاض ضغط الدم، الصداع، ضيق النفس، فقدان الوعي والتقيؤ. وينبغي إبداء اهتمام أكبر لدى الأشخاص الذين يعانون من أمراض القلب. وفحص مستويات المتهيموغلوبين للأشخاص بشكل منتظم أثناء العلاج. وهناك بعض الأدلة على الضرر المحتمل للطفل أثناء فترة الحمل. ويعتقد أن نتريت الصوديوم يَعمل عَن طريق ترابط الميتهيموغلوبين مع السيانيد وبالتالي يزيله من الميتوكوندريا.

## الاستخدام
استخدم نتريت الصوديوم طبياً في عام 1920 و1930. وهو مُدرَج في قائمة الأدوية الأساسية النموذجية لمنظمة الصحة العالمية، وهي الأدوية الأكثر فعالية وأمناً في نظام الرعاية الصحية. تكلفته في الولايات المتحدة جنباً إلى جَنب مع ثيوسلفات الصوديوم حوالي 110 دولار أمريكي.